# Peñalba de Ávila
Peñalba de Ávila ist ein Ort und eine zentralspanische Gemeinde (municipio) mit 105 Einwohnern (Stand: 2024) in der Provinz Ávila in der Autonomen Region Kastilien-León. Neben dem namensgebenden Hauptort Peñalba de Ávila gehört die Ortschaft Pinar de Navares zur Gemeinde.

## Lage
Peñalba de Ávila befindet sich in den nördlichen Ausläufern der Sierra de Gredos gut 13 Kilometer nordnordwestlich von Ávila in einer Höhe von 1075 m. Durch die Gemeinde führt die Autovía A-50. Das Klima im Winter ist kühl, im Sommer dagegen trotz der Höhenlage durchaus warm; der Regen (ca. 532 mm/Jahr) fällt – mit Ausnahme der nahezu regenlosen Sommermonate – verteilt übers ganze Jahr.

## Bevölkerungsentwicklung
| Jahr      | 1970 | 1981 | 1991 | 2001 | 2011 | 2021 |
| Einwohner | 263  | 200  | 147  | 126  | 125  | 116  |

## Sehenswürdigkeiten
- Vinzenzkirche